# Jogo de tabuleiro

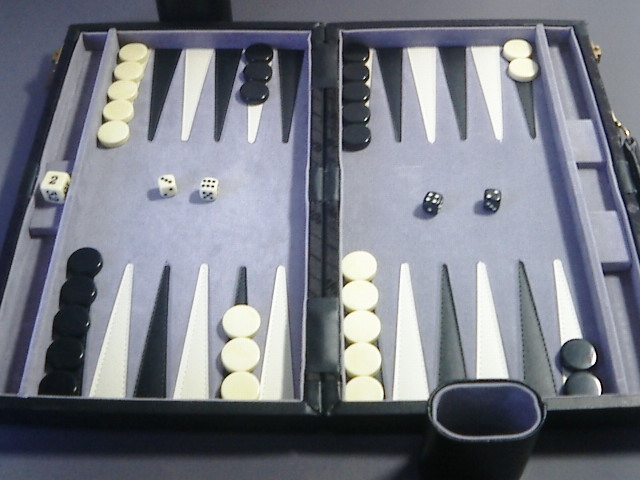
Típico tabuleiro de gamão com peças em posição inicial, dados de jogo e copo para atirar dados

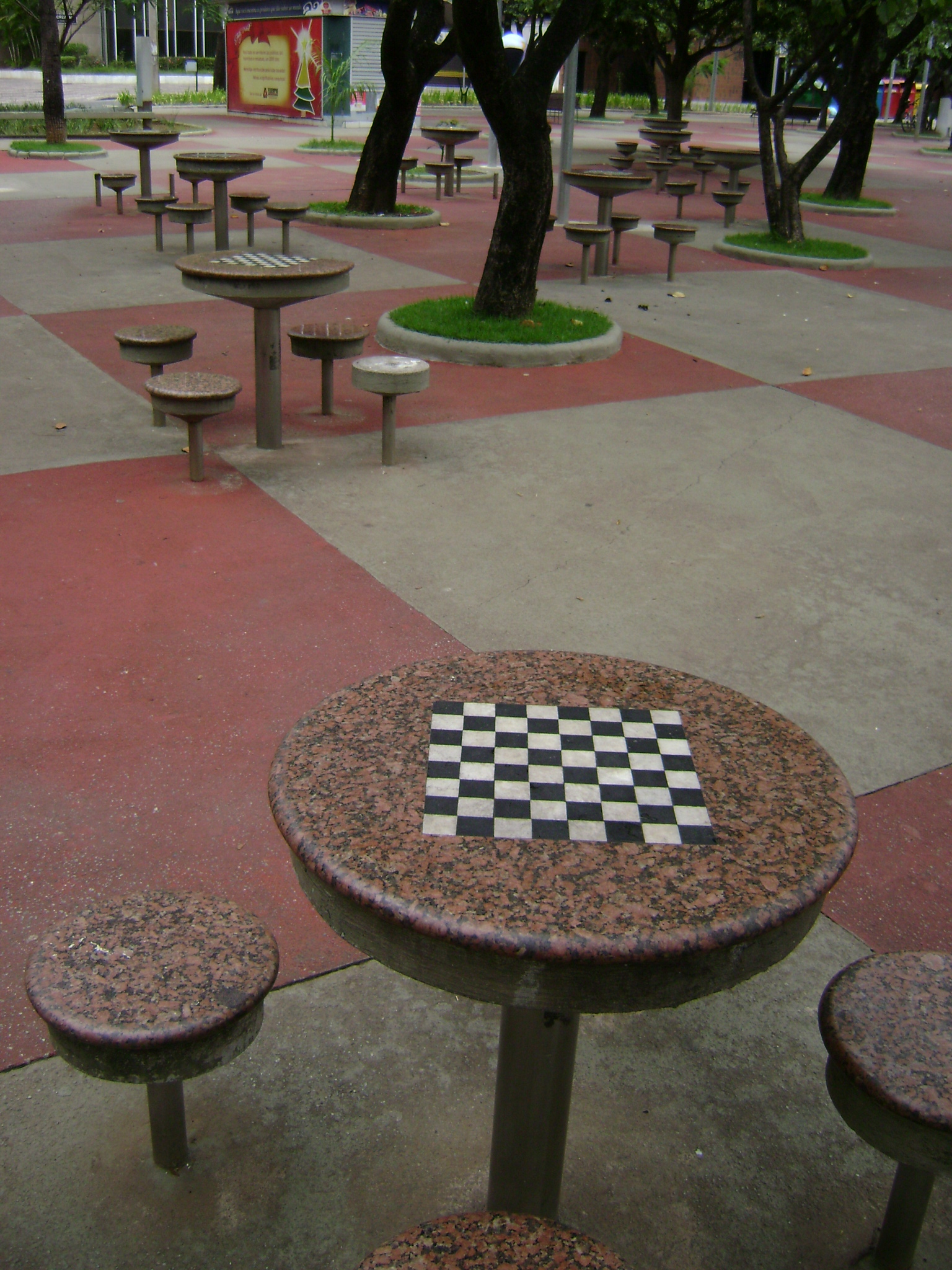
Tabuleiros de xadrez, na Praça da Assembleia, em Belo Horizonte

Os jogos de tabuleiro utilizam as superfícies planas e pré-marcadas como o xadrez, com desenhos ou marcações de acordo com as regras envolvidas em cada jogo específico. Os jogos podem ter por base estratégia pura, sorte (por exemplo, rolagem de dados), ou uma mistura dos dois, e geralmente têm um objetivo que cada jogador pretende alcançar. Os primeiros jogos de tabuleiro representavam uma batalha entre dois exércitos, e a maioria dos jogos de tabuleiro modernos ainda são baseados em derrotar os jogadores adversários em termos. 
Existem muitos tipos de jogos de tabuleiro. Sua representação pode variar de situações da vida real a jogos abstratos sem nenhum tema (por exemplo, damas ou xadrez). As regras podem variar desde o simples (por exemplo, jogo-da-velha), para aquelas que descrevem um universo de jogos em grande detalhe (por exemplo, Dungeons & Dragons).
O tempo necessário para aprender a jogar ou dominar um jogo varia muito de jogo para jogo. Tempo não está necessariamente relacionado com o número ou a complexidade das regras de aprendizagem; alguns jogos com estratégias profundas (por exemplo, xadrez ou Go) possuem conjuntos de regras relativamente simples.

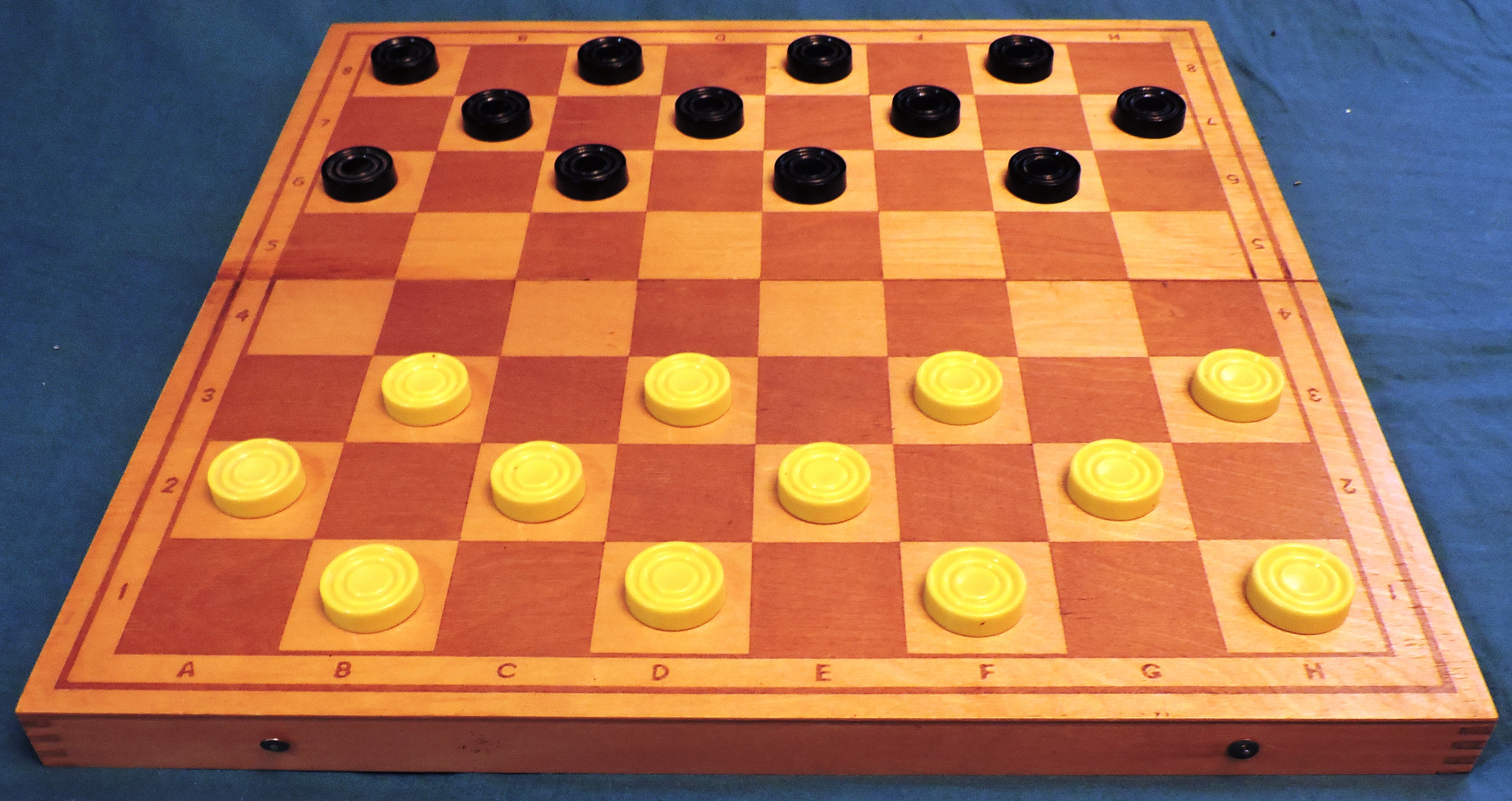
Tabuleiro de jogo de damas

Jogos de tabuleiro não são apenas uma alternativa de lazer. Sua prática incentiva a capacidade de memória, ajudam a desenvolver o raciocínio lógico e abstrato.

## História
Existem registros de jogos de tabuleiro há cerca de 5000 anos em civilizações como Egito e Mesopotâmia. Apesar de ser difícil datar qual foi ou quais foram os primeiros jogos da humanidade, o jogo Mancala se apresenta como um dos mais antigos, com mais de 7 mil anos de existência.
Foram muito populares na Grécia e na Roma de onde se espalharam por toda Europa e depois para a América. Os mais famosos desta geração são: Banco Imobiliário, Detetive, Jogo da Vida, War, Batalha Naval, e mais alguns. 
A partir da década de 1980 os jogos de tabuleiro perderam muito a sua popularidade devido aos jogos eletrônicos, mas, nos últimos anos voltaram a conquistar muitos adeptos. Um dos motivos é a interação entre os jogadores.

### Categorias dos jogos de tabuleiro de primeira geração
Os jogos de tabuleiro de primeira geração são divididos em:
- Jogos de estratégia abstratos, ex: Damas
- Jogo de alinhamento, ex: jogo da velha
- Jogos de leilão, ex: Hoily Toty
- Variantes do xadrez, ex: xadrez, haexagonal, shogi, janggi, xiangqi
- Jogos de configuração, ex: Lines of Action
- Jogos de conexão, ex: hex
- jogos cooperativos, ex Arkham Horror
- Jogos de conta e captura, ex: Mancala
- Jogos de cruz e círculo, ex: ludo
- Jogos de dedução, ex: Mastermind e Black Box
- jogo de destreza, ex: Tumblin' Dice e Pitch Car
- Jogos de simulação de economia, ex: Monopoly
- Jogos educacionais, ex: Arthur Saves the Planet
- Jogos de eliminação, ex: damas
- jogos de fantasia, ex: Shadows Over Camelot
- jogos de adivinhação, ex: batalha naval
- Jogos de regra oculta, ex: Máfia, Resistência

### Jogos de Tabuleiro de Segunda Geração
Na década de 2010, os jogo de tabuleiro voltaram a popularidade devido à internet. Por isso, passaram a ser chamados de Jogos de 2a Geração. Eles possuem as seguintes características: As partidas são geralmente rápidas (no máximo uma hora), a interação entre os jogadores é maior, os jogos são fáceis de aprender mas ao mesmo tempo dão espaço para muitas possibilidades de decisão do jogador, e os componentes são de excelente qualidade.
Eles se dividem nas seguintes categorias:
- Eurogames – jogos com regras simples, pouca sorte e muita estratégia. Surgiram na Alemanha e se espalharam pela Europa.
- Jogos de guerra – Simulam táticas de batalha;
- Jogos de cartas – Combinam as peças e tabuleiros com baralhos especiais;
- Jogos de estilo americano – Com regras complexas e extensos manuais;

## Portugal
Em Portugal os jogos de tabuleiro estão catalogados desde a época romana.

## No Brasil
Os índios conhecem um jogo chamado o Jogo da Onça que tem sua origem provável entre os incas. Esse jogo foi encontrado entre os Bororos, no Mato Grosso, onde é conhecido como Adugo, bem como entre os Manchineri, no Acre, e os Guaranis, em São Paulo. Trata-se de um jogo de estratégia. O tabuleiro é riscado no chão. Uma pedra representa a onça e 14 outras representam os cachorros. O objetivo dos cachorros é imobilizar a onça e o objetivo da onça é comer 5 cachorros. Jogos parecidos a este são encontrados entre outras civilizações, como os Incas (Puma e Carneiros), Índia (Tigre e Cabras) e China (Senhor Feudal e Camponeses).

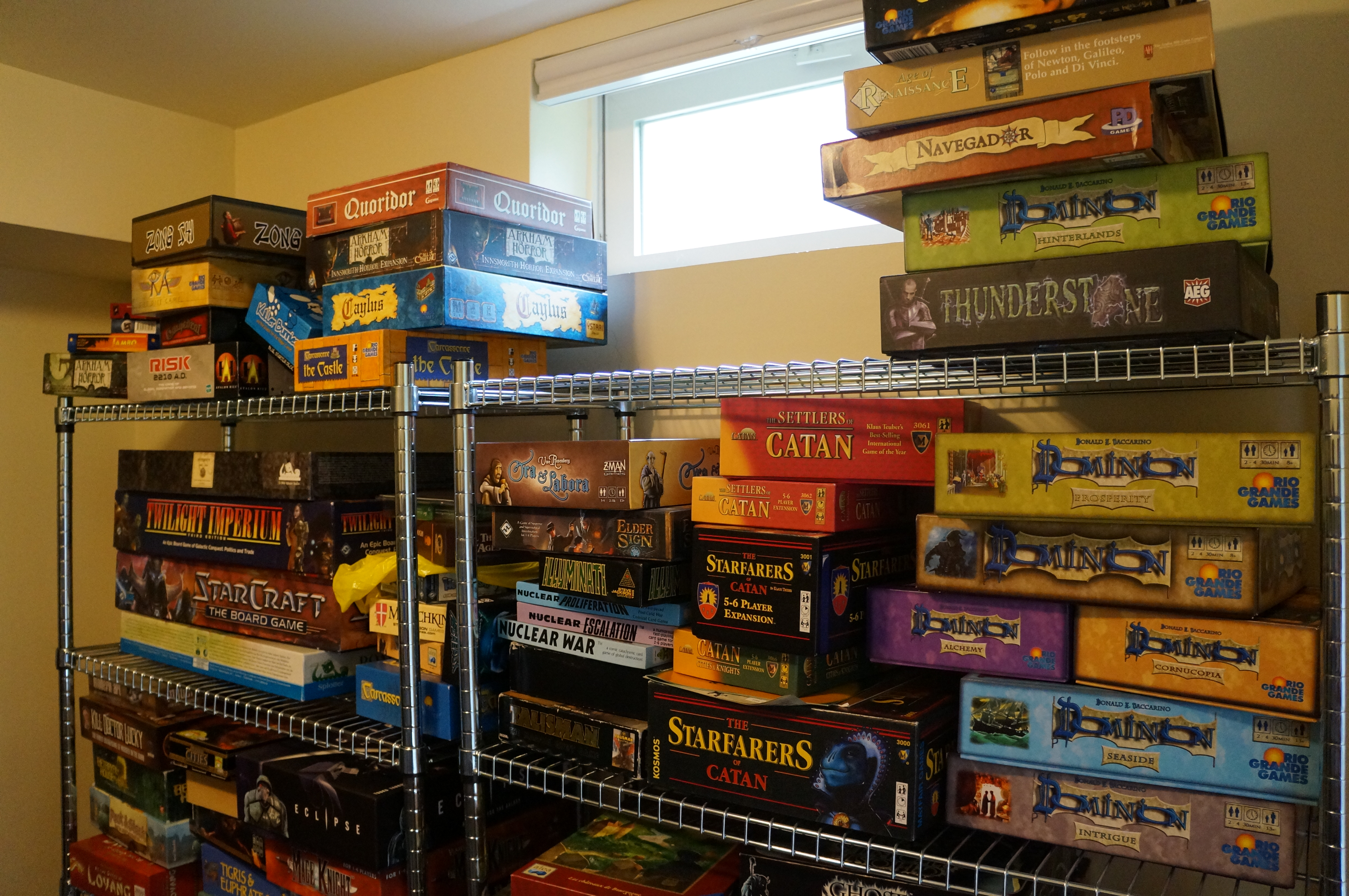
Jogos de tabuleiro na América do Norte

Os jogos de tabuleiro mais populares no Brasil incluem:
- Damas
- Xadrez
- Gamão
- Trilha (conhecido como moinho)
- Ludo (conhecido por alguns "devagar se vai ao longe")
- Monopoly (conhecido no Brasil por Banco Imobiliário)
- Xadrez japonês
- Xadrez chinês
- Carcassonne
- Descobridores de Catan
- Mastermind
- War
- Go

## Rankings de jogos

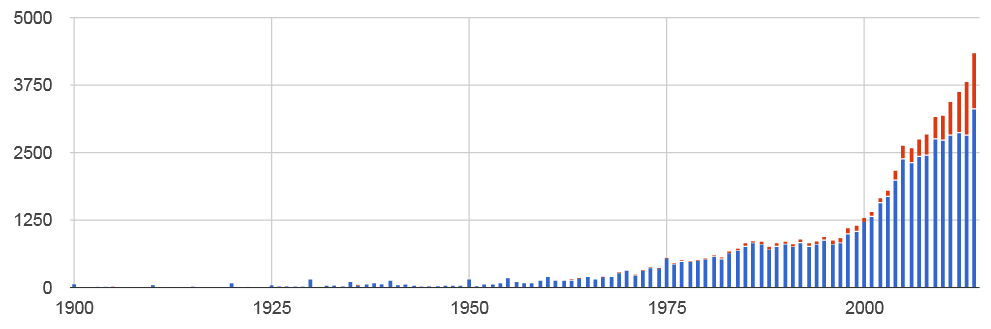
Número de jogos de tabuleiro ao longo do tempo de acordo com BoardGameGeek.

Diversos sites e instituições elaboram listas classificatórias para o BoardGameGeek. O site americano, criado em 2000, tem listados mais de 50 mil jogos, entre jogos de tabuleiro, card games e expansões. Os jogos são rankeados através de votação direta dos participantes. O ranking atual tem mais de 7000 jogos listados. Entram na lista apenas jogos que receberam mais de 30 votos.
O atual primeiro lugar da lista do BoardGameGeek é o dungeon crawler Gloomhaven.
No Brasil, o site Ludopedia elabora listas dos jogos mais jogados e possuídos no Brasil. Gloomhaven também é o jogo mais bem avaliado segundo o ranking do site brasileiro.
O jogo-da-velha (Tic-tac-toe) estava na parte inferior do ranking.